# Эллендейл (Орегон)
Эллендейл (англ. Ellendale) — покинутый населённый пункт в округе Полк штата Орегон, США, расположенный в 4 км к западу от Далласа. Эллендейл был первым поселением белых в современном округе Полк. С годами название общины менялось: в 1850 году в округе Полк было открыто первое почтовое отделение под названием «О'Нилс-Миллс». Почтовое отделение было переименовано в «Несмитс» (или «Несмитс-Миллс») в 1850 году и закрыто в 1852 году. Поселение было в конечном итоге переименовано в Эллендейл.

## История
Бизнесмен и политик Джеймс А. О'Нил построил первую в округе мельницу в месте слияния рек Ля-Креоль-Крик (ныне Рикролл-Крик) и О'Нилс-Крик зимой 1844–1845 годов. Место было выбрано из-за его близости к реке для мельницы, древесины для её пострйки и каменного карьера, необходимого для мельничных жерновов. Однако наиболее важным фактором для расположения мельницы в этом месте была его близость к пути Сискию, проходившего по долине Уилламетта и Калифорнийской долине от Портленда до Сан-Франциско. Вокруг мельницы образовалось поселение, поскольку в то время она была одной из всего двух мельниц на западной стороне реки Уилламетт и служила поселенцам даже из столь отдалённых округов как округ Ямхилл на севере и округа Линн и Бентон на юге. О'Нил предлагал жилье и магазин для людей, которые совершали долгое путешествие на его мельницу. Золотоискатели, направлявшиеся в Калифорнию, также останавливались здесь, чтобы запастись мукой для путешествия.
В 1849 году наводнение разрушило мельницу, и О'Нил продал её Джеймсу У. Несмиту и Генри Оуэну, которые перестроили её как «мельницу Несмита». В 1856 году мельница была продана Hudson & Company, но в ноябре 1857 года она была закрыта, поскольку в районе построили достаточно мельниц и нужда в ней отпала. В 1863 году мельница, гидроэлектростанция и земли были проданы судье Рувиму П. Бойсе. Ля-Креоль-Крик был переименован в Элленс-Дейл («Долину Эллен») в честь жены Бойсе, и вскоре и ручей и поселение были переименованы в Эллендейл.

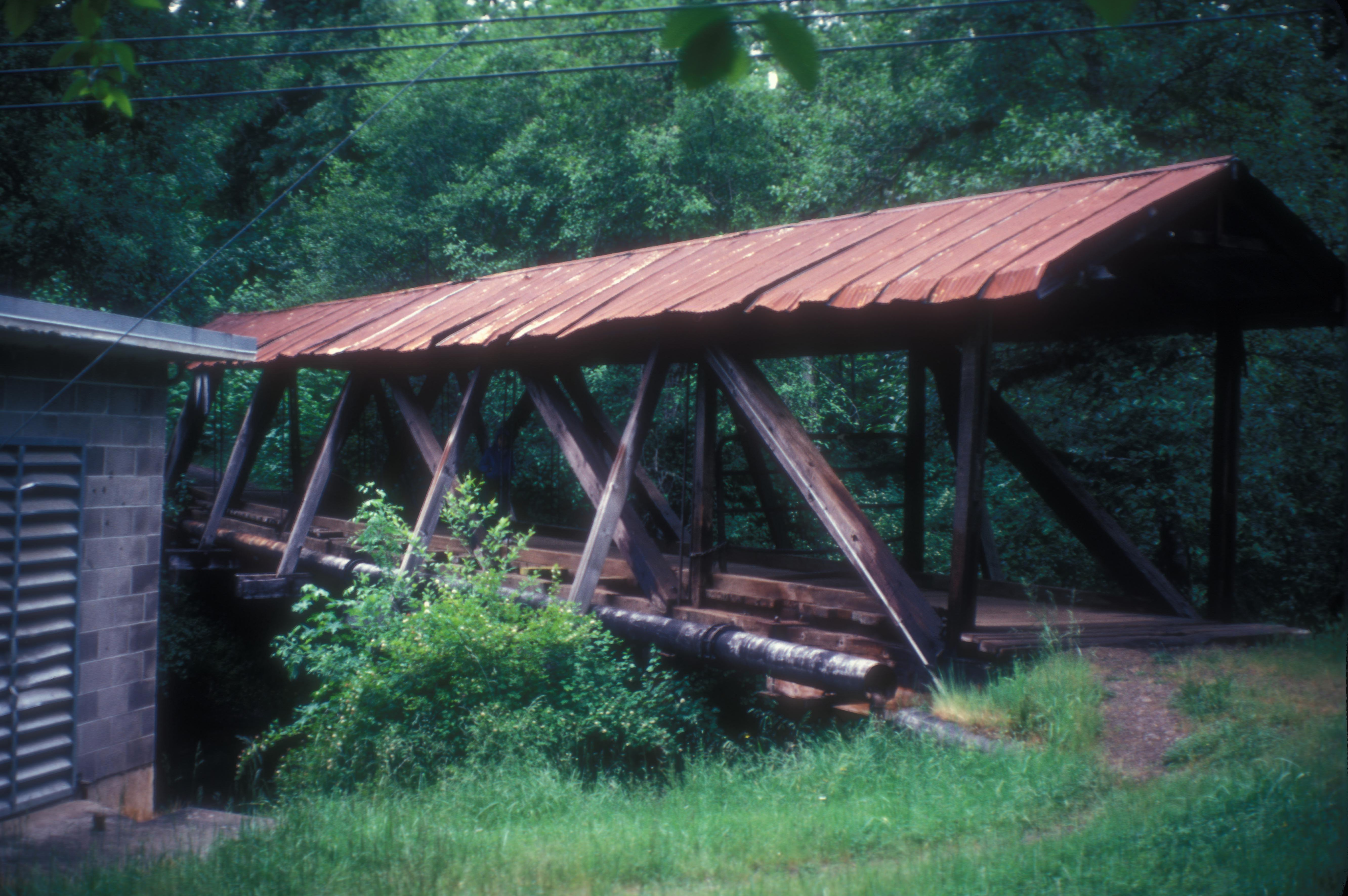
Мост насосной станции через Рикролл-Крик в районе Эллендейл (фото 1984 года; разрушен в 1987 году в результате наводнения).

В 1860 году Бойсе основал в Эллендейле одну из самых ранних в штате Орегон шерстяных фабрик, которая была переоборудована из лесопилки, построенную выше по течению от мельницы и приобретённую Бойсе в 1854 году. На лесопилке был единственный рейсмусовый станок в этой части Орегона, в то время большинство досок строгались вручную. В 1870 году мельница Бойсе сгорела.
В 1979 году мост насосной станции в районе Эллендейл был добавлен в Национальный реестр исторических мест, однако после того, как мост рухнул в 1987 году он был исключён из него.